# Contractpensions
Contractpensions - Djangan Loepah! is een Nederlandse documentaire uit 2009 van de regisseur Hetty Naaijkens - Retel Helmrich. De documentaire ging op 11 januari 2009 in première in het Tuschinski Theater in Amsterdam.

## Het verhaal
Zo’n 300.000 (Indische) Nederlanders zijn in de jaren vijftig naar Nederland gerepatrieerd. Na de Tweede Wereldoorlog waren Indische Nederlanders gedwongen Indonesië te verlaten. De meerderheid werd in Nederland opgevangen in zogenaamde contractpensions. Zowel hun verblijf als hun financiën werden geregeld door de overheid.
"Djangan Loepah!" (Indisch voor Niet Vergeten) is de titel van een boekje, dat aan gerepatrieerde Indische Nederlanders werd uitgereikt bij aankomst in Nederland.

## Schrijvers
- Hetty Naaijkens - Retel Helmrich

## Prijzen
- Kristallen Film